# ハンヌ・リントゥ
ハンヌ・リントゥ（Hannu Lintu, 1967年10月13日 - ）は、フィンランドの指揮者。

## 経歴
トゥルク音楽院とシベリウス・アカデミーでチェロとピアノを学ぶ。
1992年にシベリウス・アカデミーの指揮クラスに入り、アッツォ・アルミラ、ヨルマ・パヌラ、エリ・クラス、イリヤ・ムーシンに師事し、在学中の1994年にベルゲンのノルディック指揮者コンクールで優勝した。1996年に卒業。
イタリアのキジアーナ音楽院でチョン・ミョンフンのマスタークラスに参加。
2009年、タンペレ・フィルハーモニー管弦楽団の芸術監督および首席指揮者に就任。2013年に同職を退任し、フィンランド放送交響楽団の首席指揮者に就任した。
2019年5月、フィンランド国立歌劇場は、2022年シーズンよりリントゥが首席指揮者に就任すると発表。
2023年からポルトガル・リスボンのグルベンキアン管弦楽団音楽監督に就任。

## 年譜
- 1998年 - 2001年 トゥルク・フィルハーモニー管弦楽団（英語版）首席指揮者
- 2002年 - 2005年 ヘルシンボリ交響楽団芸術監督
- 2009年 - 2013年 タンペレ・フィルハーモニー管弦楽団芸術監督兼首席指揮者
- 2013年 - 2021年 フィンランド放送交響楽団首席指揮者
- 2022年 -  フィンランド国立歌劇場首席指揮者
- 2023年 -  グルベンキアン管弦楽団音楽監督

## 参考
- 東京都交響楽団機関紙　月刊都響2011年4月号

## 参照資料
1. ↑  “Hannu Lintu appointed as Chief Conductor of the Finnish National Opera and Ballet” (Press release). Finnish National Opera and Ballet. 9 May 2019. 2019年5月9日閲覧.
2. ↑  “リスボン発 〓 グルベキアン管の音楽監督にハンヌ・リントゥ、ロレンツォ・ヴィオッティの後任”. 月刊音楽祭. 楽壇ニュース. 2024年8月22日閲覧。